# Catephia scotaea
Catephia scotaea là một loài bướm đêm trong họ Erebidae.